# Microscopio electrónico de barrido

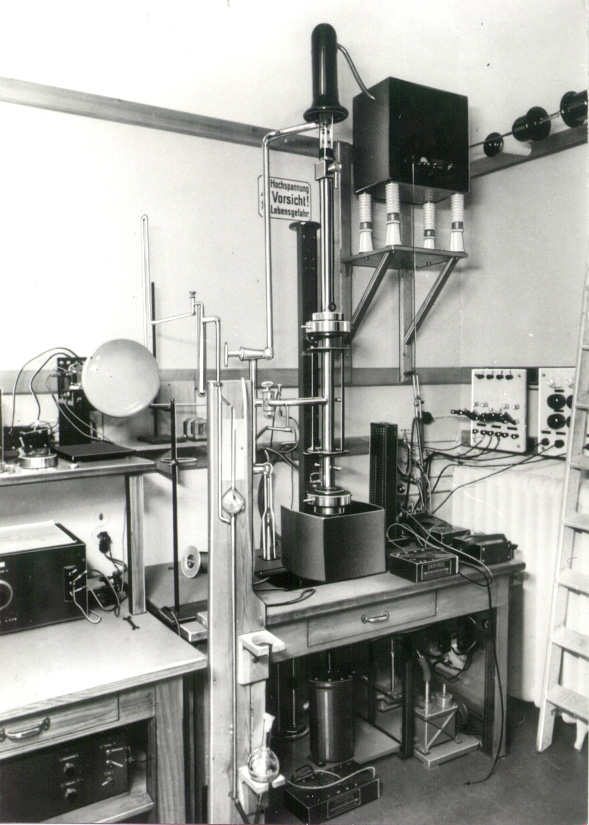
Primer microscopio electrónico de barrido, de M. von Ardenne.

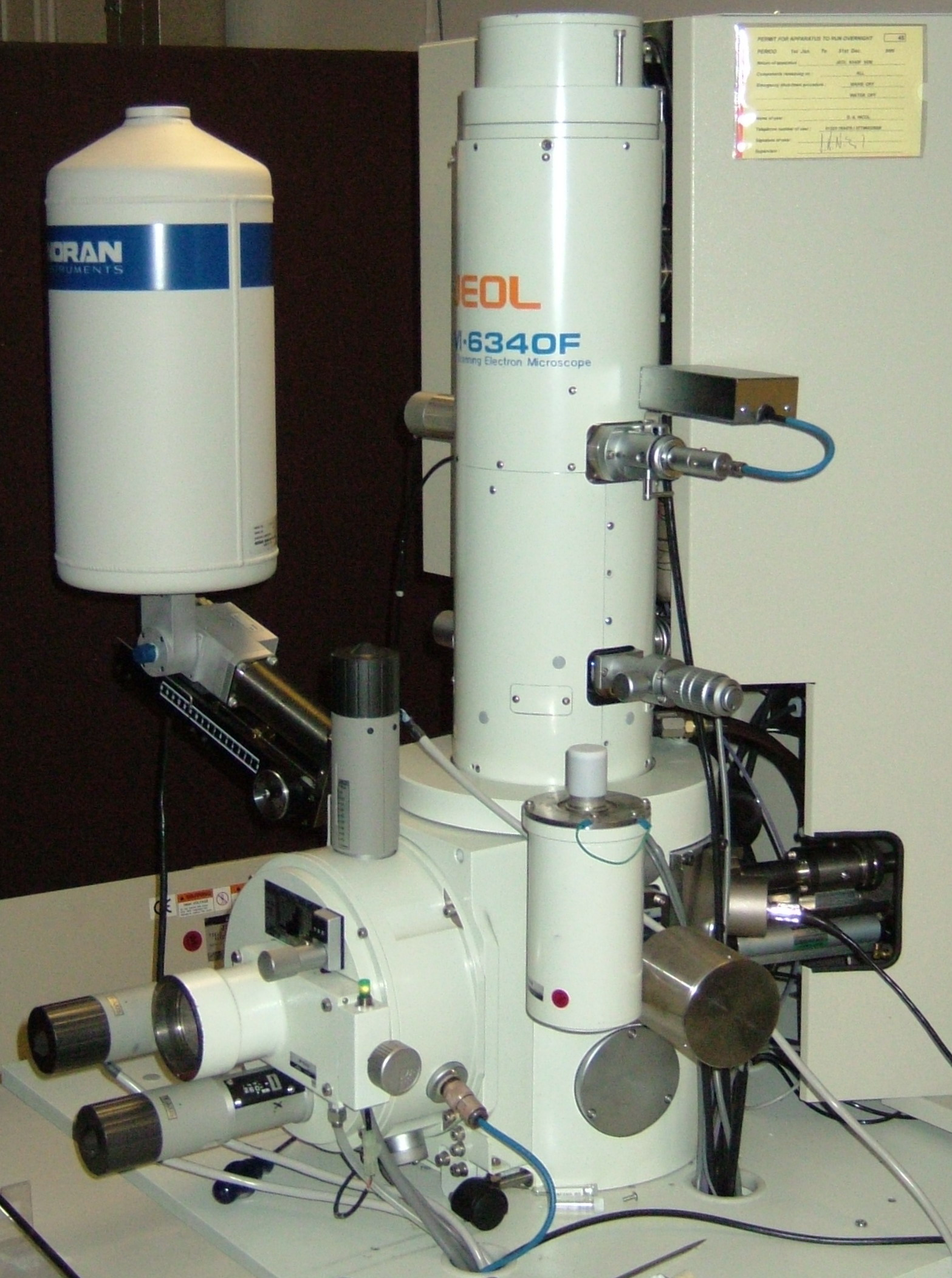
Microscopio electrónico de barrido. (1998).

El microscopio electrónico de barrido (MEB o SEM, por scanning electron microscope) es un tipo de microscopio electrónico capaz de producir imágenes de alta resolución de la superficie de una muestra utilizando las interacciones electrón-materia. Aplica un haz de electrones en lugar de un haz de luz para formar una imagen.
Apoyándose en los trabajos de Max Knoll de los años 1930 fue Manfred von Ardenne quien logró inventar el MEB en 1937 que consistía en un haz de electrones que barría la superficie de la muestra a analizar, que, en respuesta, reemitía algunas partículas. Estas partículas son analizadas por los diferentes sensores que hacen que sea posible la reconstrucción de una imagen tridimensional de la superficie.
Los trabajos realizados en la década de 1960 en el laboratorio de Charles William Oatley, en la Universidad de Cambridge, contribuyeron en gran medida al desarrollo del MEB, y dieron lugar en 1965 a la comercialización, por parte de Cambridge Instrument Co., de los primeros microscopios de barrido. Hoy en día, la microscopía electrónica de barrido se utiliza en campos que van desde la biología a la ciencia de los materiales, pasando por la arqueología, y muchos fabricantes ofrecen aparatos de serie equipados con detectores de electrones secundarios y cuya resolución se sitúa entre 0,4 y 20 nanómetros.
Los MEB poseen una gran profundidad de campo, que permite enfocar a la vez gran parte de la muestra. También producen imágenes de alta resolución, de forma que las características más ínfimas de la muestra pueden ser examinadas con gran amplificación. La preparación de las muestras es relativamente fácil, ya que la mayoría de los MEB solo requieren que estas sean conductoras. La muestra generalmente se recubre con una capa de carbono o una capa delgada de un metal, como el oro, para darle carácter conductor. Posteriormente, se barre la superficie con electrones acelerados que viajan a través del cañón. Un detector formado por lentes basadas en electroimanes, mide la cantidad e intensidad de los electrones que devuelve la muestra, siendo capaz de mostrar figuras en tres dimensiones mediante imagen digital.

## Antecedentes
Los primeros instrumentos desarrollados para este propósito fueron los microscopios ópticos. Estos instrumentos consistieron, a lo largo de los años, desde una simple lupa hasta un microscopio compuesto. Sin embargo, aun en el mejor instrumento óptico, la resolución está limitada a la longitud de onda de la luz que se utilice, que en este caso es la luz violeta, cuya longitud de onda es de aproximadamente 400 nanómetros, separación máxima entre detalles que puede observarse de esta manera. En términos de amplificación, esto quiere decir que no podemos amplificar más de 1000 veces.
Una salida inmediata a este límite de resolución consistió en utilizar alguna radiación de longitud de onda más corta que la de la luz violeta. Los candidatos inmediatos son los rayos X, que se caracterizan por una longitud de onda del orden de 0,15 nanómetros; desafortunadamente estos tienen la gran desventaja de ser absorbidos rápidamente por las lentes de vidrio, y de no poder ser desviados por las lentes magnéticas (además de las precauciones que debería tener el operador).
Otra posibilidad que se contempló fue la de aprovechar el comportamiento Onda de materia ondulatorio de los electrones acelerados por alguna diferencia de potencial. Sea el caso, por ejemplo, de electrones acelerados en un campo de 100 000 voltios que presentan comportamiento ondulatorio con una longitud de onda de 0,0037 nm (3,7 picómetros), lo que en principio permitiría tener un aparato que resolviera detalles del mismo orden. Esto, en principio, sería suficiente para resolver detalles atómicos, puesto que los átomos en un sólido están separados en un orden de 0,2 nm. Sin embargo, en la práctica, los detalles inherentes a la técnica de observación o los defectos en el maquinado de las piezas polares producen aberración en sistemas ópticos aberraciones.

### Manfred von Ardenne
En 1928, Manfred von Ardenne estableció su laboratorio de investigación privada Forschungslaboratorium für Elektronenphysik (en español, "Laboratorio de Investigaciones para Física de los Electrones"), en Berlin-Lichterfelde, para llevar a cabo su propia investigación en tecnología de radio y televisión y microscopía electrónica. Inventó el microscopio electrónico de barrido.

## Funcionamiento

Diagrama de un MEB equipado con un detector de rayos X "EDS" (de dispersión de energía).

En el microscopio electrónico de barrido es necesario acelerar los electrones en un campo eléctrico, para aprovechar de esta manera su comportamiento ondulatorio, lo cual se lleva a cabo en la columna del microscopio, donde se aceleran mediante una diferencia de potencial que puede ir desde 50 hasta 30 000 voltios. Los electrones acelerados por un voltaje pequeño se utilizan para muestras muy sensibles, como podrían ser las muestras biológicas sin preparación adicional o muestras muy aislantes. Los voltajes elevados se utilizan para muestras metálicas, ya que estas en general no sufren daños como las biológicas y de esta manera se aprovecha la menor longitud de onda para tener una mejor resolución. Los electrones acelerados salen del cañón, y se enfocan mediante las lentes condensadora y objetiva, cuya función es reducir la imagen del filamento, de manera que incida en la muestra un haz de electrones lo más pequeño posible (para así tener una mejor resolución). Con las bobinas deflectoras se barre este fino haz de electrones sobre la muestra, punto por punto y línea por línea.
Cuando el haz incide sobre la muestra, se producen muchas interacciones entre los electrones del mismo haz y los átomos de la muestra; puede haber, por ejemplo, electrones que reboten como las bolas de billar. Por otra parte, la energía que pierden los electrones al "chocar" contra la muestra puede hacer que otros electrones salgan despedidos (electrones secundarios), y producir rayos X, electrones Auger, etc. El más común de estos es el que detecta electrones secundarios, y es con el que se hacen la mayoría de las imágenes de microscopios de barrido.
También podemos adquirir la señal de rayos X que se produce cuando se desprenden estos mismos de la muestra, y posteriormente hacer un análisis espectrográfico de la composición de la muestra.

## Utilización

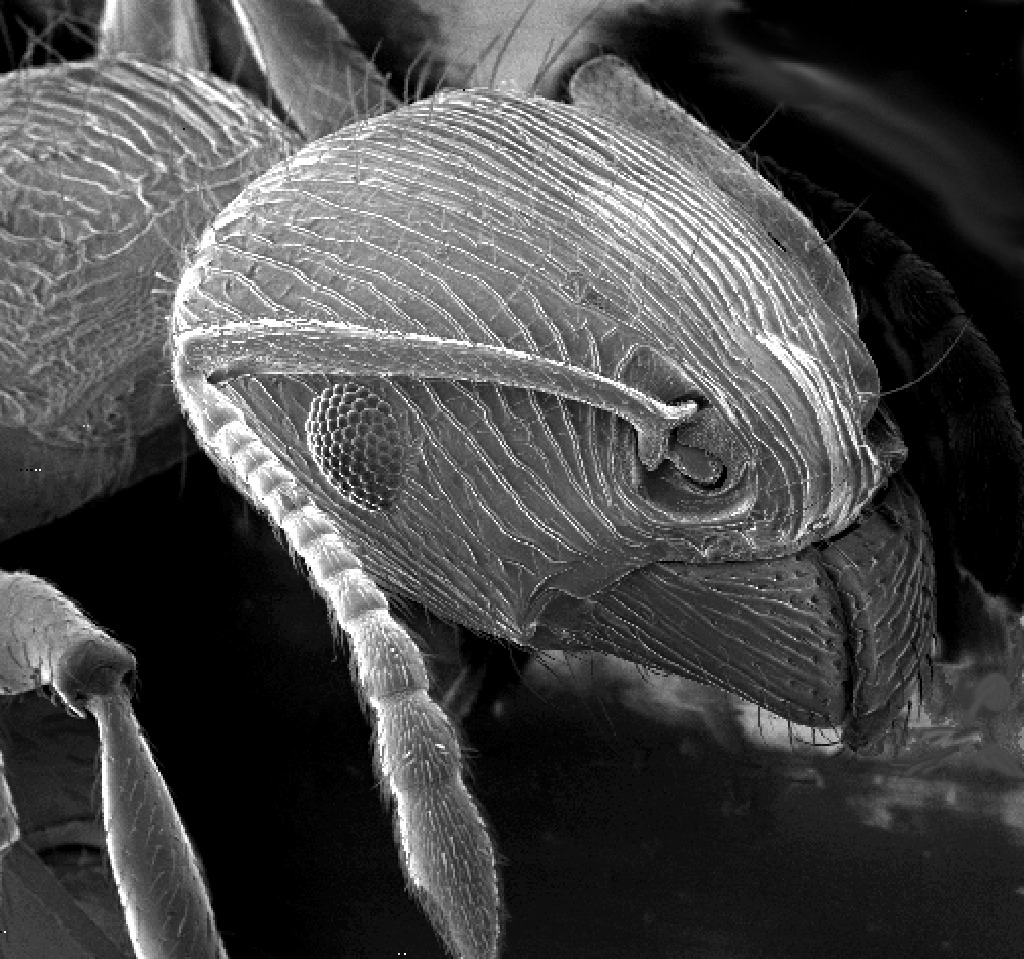
Superficie de una cabeza de hormiga, vista con un microscopio electrónico de barrido.

Se utilizan ampliamente en la biología celular. Aunque permite una menor capacidad de aumento que el microscopio electrónico de transmisión, este permite apreciar con mayor facilidad texturas y objetos en tres dimensiones que se hayan pulverizado con un metal antes de su observación. Por esta razón solamente pueden observarse organismos muertos, y no se puede ir más allá de la textura externa que se quiera ver. Los microscopios electrónicos solo pueden ofrecer imágenes en blanco y negro puesto que no utilizan la luz visible.
Este instrumento permite la observación y caracterización superficial de materiales inorgánicos y orgánicos, entregando información morfológica del material analizado. A partir de él se producen distintos tipos de señal que se generan desde la muestra y se utilizan para examinar muchas de sus características. Con él se pueden observar los aspectos morfológicos de zonas microscópicas de diversos materiales, además del procesamiento y análisis de las imágenes obtenidas.

## 3D en SEM

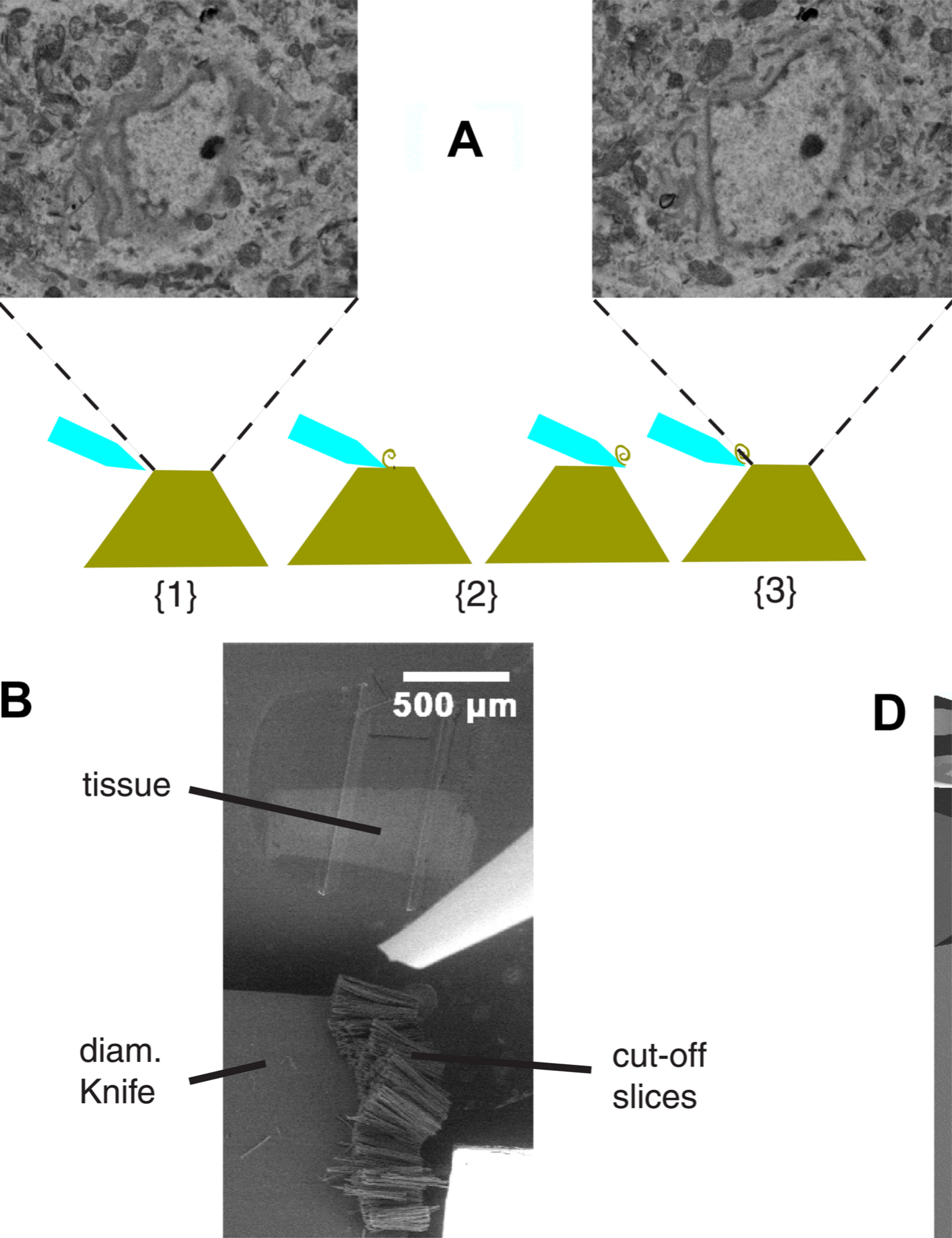
Microfotografía y esquema de SBF-SEM.

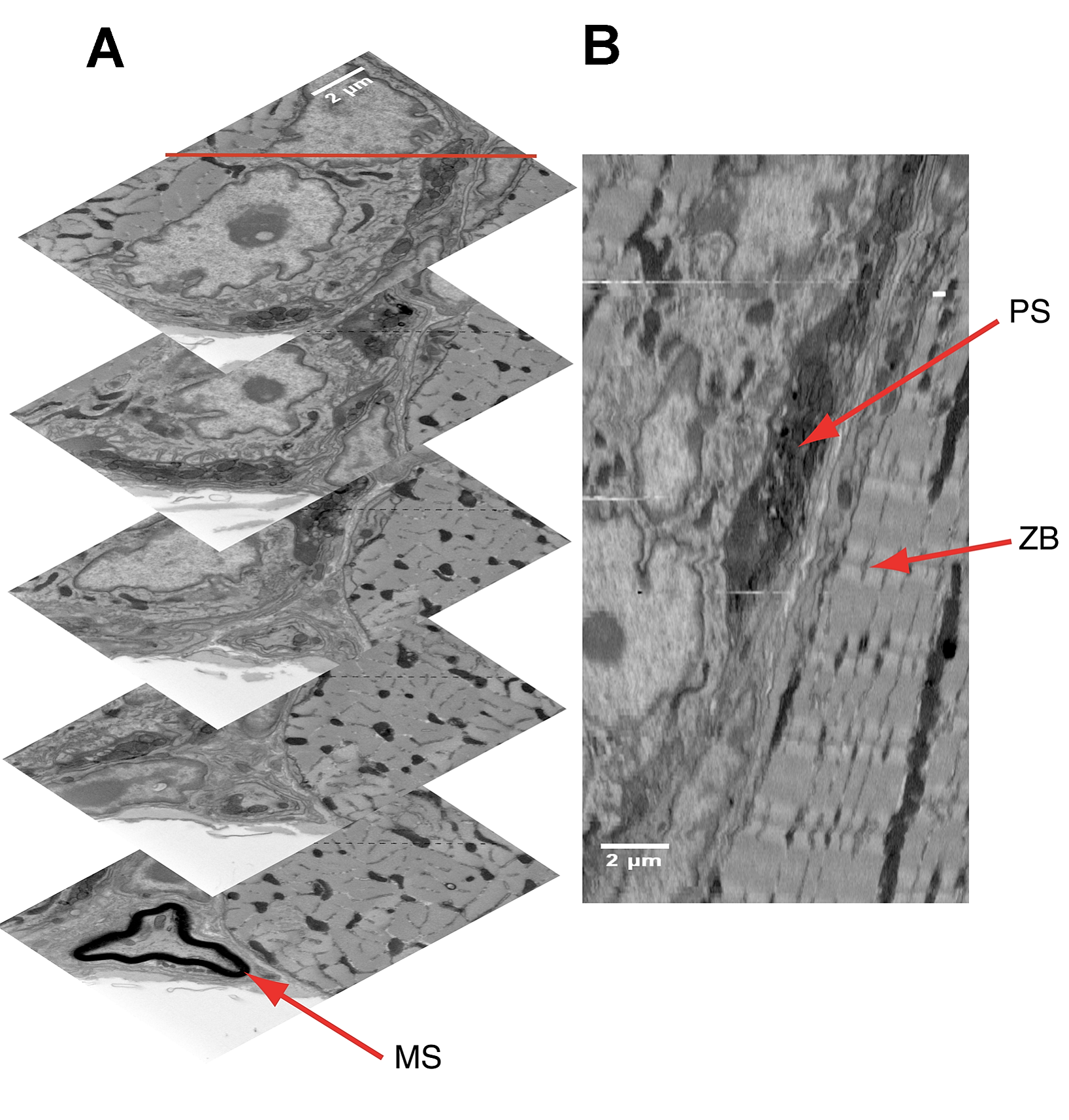
Microfotografía de serie de cortes para SBF-SEM.

Los microscopios electrónicos de barrido (SEM), no proporcionan automáticamente las imágenes en 3D contrarias a microscopio de sonda de barrido (Scanning Probe Microscopy). Sin embargo los datos 3D se pueden obtener utilizando un SEM con diferentes métodos, tales como:
- Fotogrametría (2 o 3 imágenes de muestra inclinado)
- Estereofotométrica, también llamada "la forma con sombreado" (con 4 imágenes)
- Reconstrucción inversa utilizando modelos interactivos de electrones de material

Las aplicaciones posibles son la medición de rugosidad, medida de la dimensión fractal, medición de la corrosión y la evaluación altura de los escalones.
La tecnología, introducida a principios de la década del 2000, permite mover el haz de electrones unos pocos grados a la izquierda del eje perpendicular del mismo y generar una imagen para inmediatamente después generar un segundo barrido ahora inclinado a la derecha. Capturando ambas imágenes producidas y sobreponiéndolas, coloreando una azul y otra roja, producen una verdadera imagen en tercera dimensión (3D) significa, entre otras cosas, que es posible medir en los 3 ejes X, Y y Z).
- SBF-SEM Serial block-face Scanning Electron Microscopy. Con la microscopía electrónica de barrido de cara de bloque en serie, es posible recopilar imágenes seriadas. La recopilación que está automatizada mediante programas computacionales, escanea mil o más imágenes, que abarcan una profundidad de 50 a 100 micrómetros (μm), permite reconstrucciones de la ultraestructura tridimensional (3D) de calidad.[8]